# كأس السوبر الألماني 2020
كأس السوبر الألماني 2020 هي النسخة الحادية عشرة من بطولة كأس السوبر الألماني، وتلعب بشكل سنوي بين الفائز بالدوري الألماني والفائز كأس ألمانيا، أقيمت المباراة في 30 سبتمبر 2020، بعدما كانت تُقام عادةً في يوليو أو أغسطس قبل بدء الدوري الألماني ولكن نتيجة لتأجيل موسم 2019–20 بسبب جائحة فيروس كورونا تقرر تأجيل بدء موسم 2020-21 لسبتمبر ولُعبت المباراة بدون جمهور نظرًا لتفشي وباء فيروس كورونا وقتها.
لعبت المباراة بين بايرن ميونيخ الفائز بالدوري الألماني 2019-20 وبين بوروسيا دورتموند  الفائز بكأس ألمانيا 2019-20 واستضاف بايرن المباراة في ملعب أليانز أرينا.

## المباراة
| بايرن ميونخ                         | 2-3 | بوروسيا دورتموند          |
| ----------------------------------- | --- | ------------------------- |
| - توليسو 18' - مولر 32' - كيميش 82' |     | - براندت 39' - هالاند 55' |